# Michaił Gribkow
Michaił Pietrowicz Gribkow (ros. Михаил Петрович Грибков, ur. 20 sierpnia?/2 września 1909 we wsi Duwan w guberni ufijskiej, zm. 14 stycznia 1964) – radziecki działacz państwowy i partyjny.

## Życiorys
W latach 1926–1928 uczył się w szkole młodzieży robotniczej w Krasnojarsku, był aktywistą Komsomołu na Syberii, 1930-1934 studiował na Wydziale Zootechnicznym Omskiego Instytutu Rolniczego im. Kirowa. Od 1934 do lipca 1937 zastępca dyrektora i główny zootechnik sowchozu w obwodzie omskim, 1937-1939 szef Wydziału Hodowli Omskiego Obwodowego Zarządu Gospodarki Rolnej, 1939 krótko zastępca dyrektora omskiego trustu sowchozów, 1939-1940 służył w Armii Czerwonej. Od 1939 członek WKP(b), w 1940 słuchacz kursów kadry politycznej Syberyjskiego Okręgu Wojskowego, 1940-1941 funkcjonariusz partyjny w Omsku, od lipca 1941 do sierpnia 1945 ponownie żołnierz Armii Czerwonej, po zakończeniu wojny wrócił do pracy partyjnej w Omsku. 1947-1949 sekretarz Komitetu Miejskiego WKP(b) w Omsku, 1949-1952 słuchacz Wyższej Szkoły Partyjnej przy KC WKP(b), od 1952 do stycznia 1956 pracował w KC WKP(b)/KPZR, od stycznia 1956 do września 1958 przewodniczący Komitetu Wykonawczego Kujbyszewskiej Rady Obwodowej. Od 1958 do stycznia 1960 pracował w Radzie Ministrów RFSRR, od 27 stycznia 1960 do 19 marca 1963 był II sekretarzem KC KPŁ, od 31 października 1961 do śmierci był członkiem Centralnej Komisji Rewizyjnej KPZR.